# فرناندو مارتينيز روبيو
فرناندو مارتينيز روبيو (بالإسبانية: Fernando Martínez Rubio)‏ (10 يونيو 1990 بمرسية في إسبانيا - ) هو لاعب كرة قدم إسباني في مركز حراسة المرمى. شارك مع منتخب إسبانيا تحت 19 سنة لكرة القدم. أما مع النوادي، فقد لعب مع ريال مورسيا ونادي جامعة مرسية وسانجونيرا أتلتيكو وReal Murcia Imperial ‏.

## وصلات خارجية
- فرناندو مارتينيز روبيو على موقع قاعدة بيانات كرة القدم.إي يو (الإنجليزية)
- فرناندو مارتينيز روبيو على موقع Soccerway.com (الإنجليزية)
- فرناندو مارتينيز روبيو على موقع عالم كرة القدم.نت (الإنجليزية)
- فرناندو مارتينيز روبيو على موقع AS.com (الإسبانية)